# ほぐして、癒衣さん。
『ほぐして、癒衣さん。』（ほぐして、ゆいさん。）は、ミナミトによる日本の漫画作品。『まんがタイムきらら』2021年7月号-9月号のゲスト掲載を経て、同年10月号から2024年12月号まで連載された。　

## 作品概要
本作は、ブラックな広告誌会社が舞台であり、主人公である川口夏鈴が会社に入社してから先輩である宮代癒衣とマッサージとハグを通うじて交流を深めてゆく日常的な光景を描いている特徴としては本作品の主要登場人物の名前には埼玉県の地名が入っている。

## 登場人物
主要人物（名前の由来となる埼玉の地名）

### 制作部
川口 夏鈴（かわぐち かりん）（川口市）
短髪で、頭に熊の耳のようなくせ毛?があるのが特徴。いつも黒いぼろぼろのセーターを来ている。一人暮らしをしているが自炊はしていない。作中では一念発起して料理しようとしているが、住んでいるマンションの前の排水管が壊れてしまったため、料理ができなくなってしまい、家にも帰れなくなってしまった。しかし、先輩である宮代癒衣の家にしばらく住むことになったので、事なきを得た。
会社に入社した当初ウキウキしていたが、次第に会社がブラックなのが露呈してきため、1年後には目からは光が消えていた。
会社に入社したきっかけとしては、大学大学中に就職先が決まらず卒業後一ヶ月悩んでいたときに、会社の広告誌を見たからである。広告誌には「広告原稿の作制作・イラストの作成」と書かれており、これを見て『絵を書くのは昔から好きだったし、この仕事楽しそう！』と思い応募。会社では「かわちゃん」と呼ばれている。
宮代 癒衣（みやしろ ゆい）（宮代町）
長髪でいつも眼鏡を掛けている川口夏鈴の先輩。朝霞とは大学が一緒でり、朝霞の後輩でもある。マッサージオタクであり、よく自分でできるマッサージや血流促進のためにブリッジをしたりしている。また川口にもマッサージをしてあげたりもしてあげていたり、入社試験に来た熊谷美咲の緊張を解くために、手のほぐし方を教えていた。
注射がとても苦手である。今までは会社でやっている献血に参加してこなかったため苦手であることはバレてこなかったが、川口が献血に誘うという負けイベントが発生したためバレてしまう。しかし川口には威厳を見せるために少しだけ苦手と言っている。また注射の痛みを和らげるために射す前に自分のお腹を殴って痛みを相殺しようとしていた。。
実はひどい冷え性であり、それを改善するために、よく川口とハグをしている。また、鈍感な性格であり、自分が川口のことが好きなこともの全然気づかず、気付いたときに朝霞に「今更っ?!」と突っ込まれるほどだった。
熊谷 美咲（くまがや みさき）（熊谷市）
制作部の中で一番の新入りさん。緊張や失敗などするとと「もぐたろう」というモグラのぬいぐるみを揉んで気分を落ち好かせている。合同企業説明会の時は、「あんまりやりたい仕事がない」と言ってそそくさと帰ろうとしていたが、会社の広告紙を見て考えを改めてた後入社した。
正式な入社理由としては「ワクワさせるような広告を作って、仕事を探している人の役に立ちたいと思ったから」
また会社の公式キャラクターであるマニィちゃんが好き。

### 営業部
朝霞 富美子（あさか ふみこ）（朝霞市）
営業部で、宮代と同じ大学で先輩だった。非常に照れながらも面倒見が良く、飲み会で泥酔した八潮を介抱したり、熱で会社に来れない川口を看病したりしている。しかし、彼女は酒を飲むとよく泥酔する。また、大学生の時、宮代が無理やり未成年飲酒させられそうになっていたときも、助けている。その頃から二人は交流がある。また昔から交流があるがゆえに、宮代はいつも川口ばかりに相手していることにヤキモチのようなものを焼いている節がある。しかし川口のことを癒やしのある大型犬のように思っており、可愛がりつつも、そのことについて少し悔しがっていいる。川口と宮代がハグしているところを見ては、毎回鼻血やら吐血をしている。

### メディア事業部
八潮 杏南（やしお あんな）（八潮市）
メディア事業部の部長。部下の前では気が引き締まっているが、川口の前では甘えん坊になる。もともと甘えん坊な性格ではあったが、それを表には出してこなかった。しかし、川口に頭を撫でられてから、甘られたい衝動にさらに拍車がかかっている。また、お酒を飲んだらすぐに眠くなるタイプであり、車にも酔いやすい。
実は献血に毎回必ず行っている。

### 幹部
社長
この会社の親玉。シルエットでしか描かれていないため、素性は女性ということ以外いまいちわからない
しかし副社長からの印象はとことん悪く、彼女いわく、「見通しが悪く、計画性がまるでない。要領も悪いし融通も利かない。私（副社長）が、人に触られるのが嫌のことを知ってて、脇腹をつついてくる。人の嫌がることを平気でやるんだよ、あのク..社長は」とのこと。また、部下に仕事を押し付けて私情により海外旅行を行ったり、そのお土産を買ってきたかと思えば、「美味しそうだったから」といって飛行機内ですべて食べてしまうと、やりたい放題である。
白岡 まほ（しらおか まほ）（白岡市）
短髪でいつもメガネも掛けている会社の副社長なのだが、社長のことを嫌っている。昔から、人に触られるのをひどく嫌っており、肩をポンッと叩かれただけでもゾワゾワするレベル。電車に乗ると人に触れるので自動車免許を取って自動車で通勤している。
作中に登場する女性アイドルグループ「きら☆ぼし」が好きで、推しはアオイ。アイドルの握手会に当選した時は、自分の「人に触れられるのが嫌だという性格」が災いして、推しとちゃんと握手できるかどうかとても心配していた。結果としては、川口と練習したため本番であまり緊張せずに握手することができた。他にも身長が低いため、コンビニで川口の服を掴んだ時は、川口に迷子の子供と勘違いされていた。

### 登場人物の知り合い
喜屋武さん
宮代がよく通っていたマッサージ店「リラクゼーション The Ascension」の店員さん。宮代とは仲が良く、「後輩にもマッサージしてあげて」と言ってマッサージ用のオイルを無料であげていた。
なっちゃん
熊谷の友達で、関西弁を話す。

## 登場する用語
広告誌マニーズ
川口や熊谷の広告誌制作会社に入社するきっかけをつくった広告誌。広告誌の制作会社は総務部は定時帰宅なのにその他の部は残業するというまさに絵に描いたようなブラック企業。制作部の定時帰宅はたまにしかない。
株式会社にょーん・宇御島物産
合同企業説明会で来ていた名前が判明している企業。
マニィちゃん
広告誌マニーズの公式キャラクター。川口が制作した。合同企業説明会で社長はマニィちゃんを屋台骨にしようとしていた。

## 書誌情報
- ミナミト『ほぐして、癒衣さん。』芳文社〈まんがタイムKRコミックス〉、全3巻　　　　
  1. 2022年8月26日発売[17][18]、ISBN 978-4-8322-7392-4
  2. 2023年10月27日発売[19]、ISBN 978-4-8322-7498-3
  3. 2024年12月25日発売[20]、ISBN 978-4-8322-9597-1